# パワプロクンポケット大全
『パワプロクンポケット大全』（パワプロクンポケットたいぜん）は、2003年に新紀元社から発売された書籍である。略称は「パワポケ大全」。

## 概要
野球ゲーム『パワプロクンポケットシリーズ』のいわゆる「公式ファンブック」である。
『パワプロシリーズ』でも同社から『実況パワフルプロ野球 パワプロ大全』（『98開幕版』まで）・『パワプロスーパー大全』（『パワプロ10』まで）が発行されており、本書はその名の通り「パワプロ大全のパワポケ版」という内容になっている。
開発者へのインタビュー、ストーリーや登場人物の詳細、イラストなどが載っている。パワポケシリーズのストーリーや用語などが詳しく解説されているが、刊行時期の都合により、掲載されている情報は『パワプロクンポケット5』の分までとなっている。